# Wilson Cañizares
Wilson Fidel Cañizares Villamar (Daule, 10 de septiembre de 1961) es un médico cirujano y político ecuatoriano. Es el actual alcalde de Daule, desde mayo de 2019.

## Biografía
Wilson Fidel nació el 10 de septiembre de 1961, en la ciudad ecuatoriana de Daule. Hijo de Manuel Cañizares y Pertina Villamar.
Realizó su formación primaria en la Escuela "Vicente Piedrahita Carbo", y la secundaria en el Colegio Juan Bautista Aguirre, ambos en su ciudad natal.
Realizó estudios en la Universidad de Guayaquil, donde se graduó como doctor en medicina y cirugía en 1987. En el Hospital Abel Gilbert Pontón, realizó su especialidad en Cirugía General. Obtuvo una maestría en Gerencia en Salud para el Desarrollo Local, en la Universidad Técnica Particular de Loja. 
También es especialista en Gerencia y Planificación Estratégica en Salud. Cuenta con un diplomado en Desarrollo Local y Salud.

### Trayectoria
Inició su carrera como médico rural en el Hospital Básico de Daule "Vicente Pino Moran".
En 1988 fundó la Clínica San Francisco, en su ciudad natal.

### Vida personal
Se casó con Zolanda Plúas, con quien tuvo 3 hijos.
En abril de 2020, anunció que dio positivo a una prueba de COVID-19.

## Vida política
Incursionó en la política, siendo Concejal Municipal de Daule, entre 2002 y 2006. En esta función, fue gestor de la construcción del Centro Materno Infantil Municipal de Daule.
Se desempeñó como Jefe Político del Cantón Daule, de 2014 a 2015.

### Candidaturas a la alcaldía de Daule
Participó en las elecciones seccionales de 2014, para ocupar la Alcaldía de Daule, por la coalición Alianza PAIS-Centro Democrático, alcanzando el segundo lugar con el 41.2% del escrutinio de los votos.
En 2018, fue elegido precandidato y posterior candidato, por el binomio Partido Social Cristiano-Madera de Guerrero, para ocupar la Alcaldía de Daule, en las elecciones seccionales de 2019. Tras las elecciones de 2019, fue elegido como el virtual alcalde de Daule. 

### Alcaldía de Daule
El 15 de mayo de 2019, se llevó a cabo el cambio de mando y la toma de posesión de Cañizares como alcalde de Daule.
En su primera administración se construyó una Unidad de Policía Comunitaria (UPC) y una estación de Cuerpo de Bomberos. También está en construcción un hospital y un mercado; todos estos espacios municipales en la parroquia La Aurora.
En 2023, participó en las elecciones seccionales, como candidato a la reelección, por el binomio PSC-MDG, lográndolo por liderar el escrutinio de la votación con el 42.86% de los votos.

## Reconocimientos
- "Mejor Profesional", otorgado por el Colegio de Médicos (2000).
- Mérito Urbanístico (2007).[2]
- Presea 26 de Noviembre al Mejor Ciudadano (2010).
- "Alcalde Solidario e Incluyente de Latinoamérica 2021”, otorgado por la Fundación Inclusocial (Bogotá, 2021).[11]